# Îles Willis
Pour les articles homonymes, voir Willis.
Les îles Willis sont un archipel situé au nord-ouest de la Géorgie du Sud-et-les îles Sandwich du Sud. Elles se situent à 3,2 km à l'ouest de l'île Bird.
Elles ont été découvertes en 1775 par l’expédition du navigateur James Cook et portent le nom du premier membre de l’équipage qui les a aperçues, Thomas Willis.